# Ketare
Ketare è una circoscrizione rurale (rural ward) della Tanzania situata nel distretto di Bunda, regione del Mara. Conta una popolazione di 8 842 abitanti (censimento 2012).